# Harald Sverdrup
Harald Ulrik Sverdrup (Sogndal, 15 de noviembre de 1888-21 de agosto de 1957) fue un oceanógrafo noruego y uno de los oceanógrafos más importantes de la historia, en cuyo honor se bautizó el sverdrup (unidad de transporte de volumen por unidad de tiempo). 

## Biografía
Nació en Sogndal (Noruega) el 15 de noviembre de 1888 dentro de una familia noruega de teólogos, juristas y profesores. Asistió a la academia militar de Oslo de 1907-08 y luego fue aceptado en la Universidad de Oslo en donde estudió geografía física y astronomía. En 1911 se convirtió en asistente del meteorólogo Vilhelm Bjerknes, cuyo trabajo era auspiciado por el Instituto Carnegie de Washington. Durante la II Guerra Mundial aceptó el puesto de científico en jefe en la expedición ártica de Roald Amundsen a bordo del R/V Maud. Durante los siete años que pasó en el océano Ártico, Harald Sverdrup descendió dos veces de la nave. Vivió durante ocho meses con la etnia chukchi de Siberia, una experiencia que posteriormente describiría en el libro Hos Tundra-Folket, publicado por Gylendal en Oslo en 1938.
Mientras esperaba que se efectuaran reparaciones en el R/V Maud, visitó varias instituciones americanas incluyendo el Instituto Scripps de Oceanografía en
1925. A partir de 1936, Sverdrup fue director del Instituto Scripps de Oceanografía durante un periodo de cinco años.
En coautoría con Martin W. Johnson y Richard H. Fleming escribió la magna obra The Oceans: Their Physics, Chemistry and General Biology (1942, nueva edición de 1970), el primer libro de texto moderno dedicado exclusivamente a la oceanografía. Este libro fue tan importante que su publicación fue retrasada durante la guerra por consideraciones de seguridad nacional.
Fue miembro de las Academia de las Ciencias y las Letras de Noruega (Det Norske Videnskaps-Akademi, DNVA) y de la Academia Nacional de Ciencias de Estados Unidos y también miembro de la sueca Orden de la Estrella Polar (Nordstjärneorden).